# Purandhar

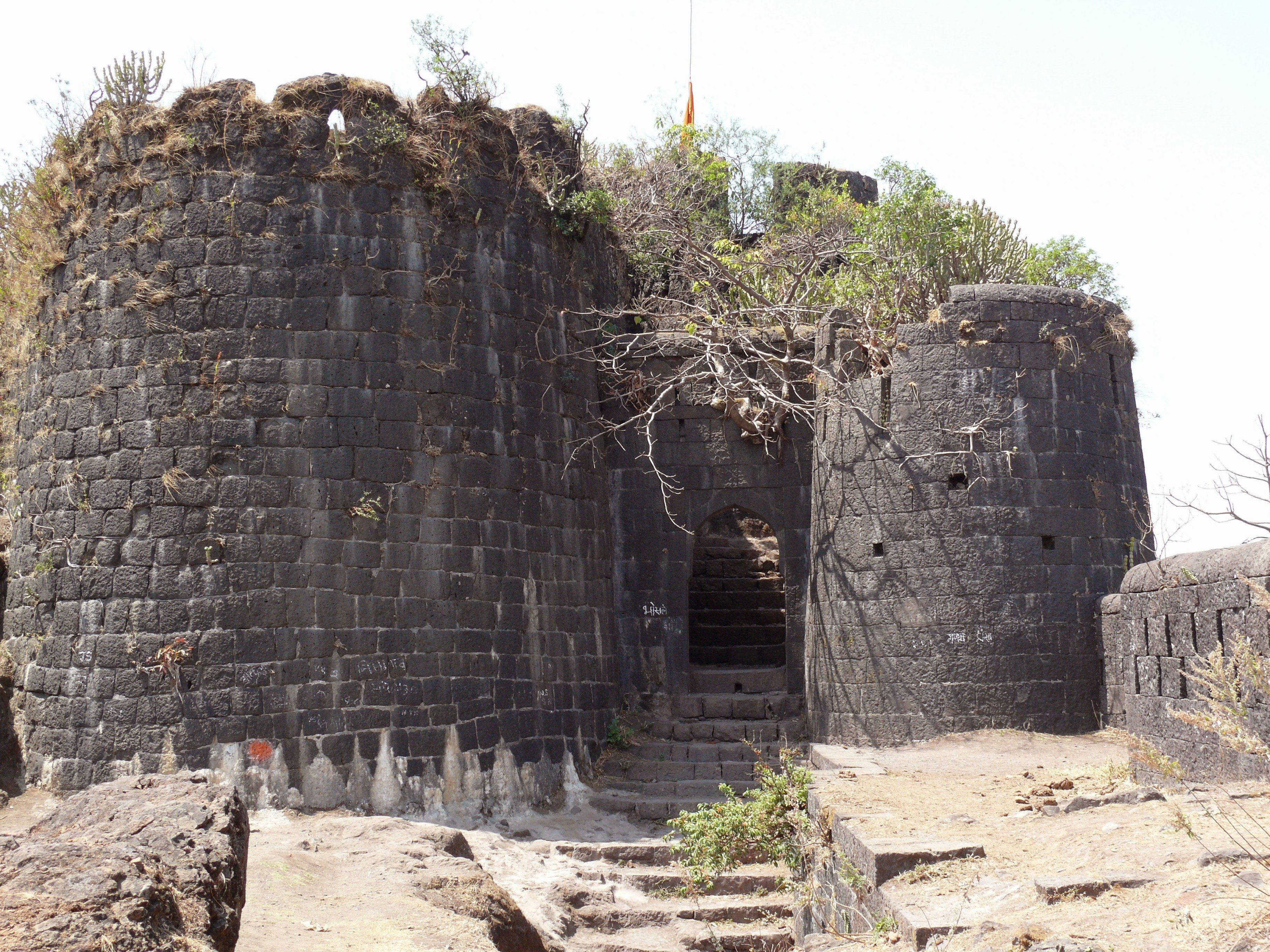
Fortalesa, entrada

Purandhar és una taluka o tehsil del districte de Pune a Maharashtra, que agafa el nom de l'important fort de Purundhar a l'anomenada Purundhar Hill (muntanya de Purundhar). Sota domini britànic hi va haver un sanatori a la rodalia de la fortalesa. També el pas a través de les muntanyes porta el nom de Purandhar Ghat.
La fortalesa consistia en dos grups separats: Purandhar i Vazirgarh, situats a 18° 17′ N, 73° 59′ E / 18.283°N,73.983°E al sud-est de la ciutat de Poona o Pune. La població de l'establiment era de 944 habitants el 1901. La màxima altura es trobava a 527 metres. Purundhar era més gran i important que Vazirgarh, situada en un turó al costat. Les ruïnes de les dues fortaleses es conserven i a Purundhar hi ha també un temple dedicat a Siva; a la cara nord, a uns 100 metres per sota la fortalesa, hi ha una terrassa o machi on estava situat el campament militar amb l'hospital a la part oest.
S'esmenta la fortalesa de Purandhar sota el sultà bahmànida Ala al-Din Hasan Bahman Gangu (1347-1358), que la va fortificar el 1350. Els sultans d'Ahmadnagar, al segle xvi, la van tenir com una de les fortaleses que mai van entregar a jagirdars i feudataris, fins que el sultà Bahadur Shah (1596-1600) la va cedir al cap maratha Maloji, avi de Sivaji, junt amb Poona i Supa. El 1665 fou atacada pels mongols d'Aurangzeb manats per Raja Jai Singh, el famós general rajput, ajudat per l'afganès Dilawar Khan, i tot i la defensa acarnissada del comandant del fort, Baji Prabhu, un despande de Mahad, Sivaji va ordenar la rendició junt amb Sinhgarh, i es va posar al servei dels mogols. Fou per poc temps, i revoltat altre cop va recuperar Purandhar el 1670. Quan els peshwes van exercir el poder en el lloc dels descendents de Sivaji, van considerar a Purandhar com una fortalesa de seguretat, on es retiraven quan no podien restar segurs a la seva capital Poona. El 1776 es va signar a Purandhar el tractat dels estats marathes amb els britànics (vegeu Tractat de Purandhar) les condicions del qual mai es van complir i finalment fou substituït pel tractat de Salbai el 1782 entre els britànics i Sindhia.
El 1818 Purandhar fou atacada pels britànics manats pel general Pritzler; el 14 de març va iniciar l'atac i el 15 una guarnició britànica s'instal·lava a Vazirgarh i el comandant de Purandhar va haver de rendir-se i la bandera britànica fou hissada a la fortalesa el dia 16 de març.
La taluka mesurava el 1901 uns 1217 km² i tenia una població de 72.716 habitants repartits en 90 pobles. La capital era Sasvad, població de 6.294 habitants el mateix any. Formaven la taluka diverses serres derivades dels Ghats Occidentals, entre les quals les valls regades per algun rius entre els quals el Bhima i el Nira, a la part nord de la taluka. L'altura mitjana era de 850 metres; el cim principal era el de Malhargarli amb una fortalesa amb aquest mateix nom i els temples de Bhuleshwar i Dhavaleshwar. A la part sud s'estenien les mateixes muntanyes i allí formaven el úni cim important, el de Purandhar, amb les fortaleses de Purandhar i Vazirgarh. Altres rius eren el Karha i el Ganjauni.